# Nannizzia incurvata
Nannizzia incurvata är en svampart som beskrevs av Stockdale 1961. Nannizzia incurvata ingår i släktet Nannizzia och familjen Arthrodermataceae.   Inga underarter finns listade i Catalogue of Life.